# Шехсувароглу, Лютфю
Лютфю Шехсувароглу (тур. Lütfü Şehsuvaroğlu; род. 27 августа 1957, Эрзинджан) — турецкий писатель и журналист. Писал также под псевдонимами Muhip Alp и Derviş Edip.

## Краткая биография
В 1980 г. окончил сельскохозяйственный факультет Анкарского университета, в 1989 г. там же защитил докторскую диссертацию. Начал карьеру в компании Şeker (Сахар) (1978), в 1984—1987 гг. был заместителем главы муниципалитета Сиджан в Анкаре, в 1991—1996 — возглавлял отдел прессы и связи с общественностью министерства сельского хозяйства. За свои демократические взгляды после военного переворота 12 сентября 1980 г. был брошен в тюрьму, где провёл 16 месяцев.

## Творчество
В студенческие времена печатался в газете Hergün. Автор нескольких романов, поэтических сборников, а также публицистических произведений и серии биографий. Генеральный секретарь Союза писателей Турции (1992—1994) и его председатель (1996—1997). Избирался также вице-президентом Евразийского союза писателей (Анкара). В 1983 г. основал в Анкаре издательство Genç Sanat (Молодое искусство), был главным редактором ежедневной газеты Yeni Düşünce (Новая мысль), готовил программы для телевидения. Член совета директоров Турецкого радио и телевидения (2005-). Организатор поэтического фестиваля «Тюркский мир».

## Награды
- Награда Союза писателей Турции (1998)

## Семья
Женат. Имеет троих детей.

## Публикации
- История турецкого национализма (1975)
- Пленные турки (1977)
- Клетка (1983, повесть)
- Глобальный статус-кво и Турция (1983)
- Сентябрьский пейзаж (1985, стихи)
- Клетка (1987, повесть)
- Затворник Пуртелаша (1997, стихи)
- Ближний Восток и Турция (1998)
- Национальная гражданская стратегическая концепция (1999)
- М.Акиф Эрсой (2002)
- Нуреттин Топчу (2002)
- Неджип Фазыл Кысакюрек (2003)
- Намык Кемаль (2003)
- Зия Гёкальп (2004)
- 2024 (2007, роман)
- Национализм и Намык Кемаль как проект великого единства: эволюция турецкой мысли. Источники национализма и исламизма в современной турецкой мысли (2008)
- Командующий ищет свою армию: Неджип Фазыл и Большой Восток (2012)
- Кольцо султана Кёсема (2015, роман)
- Мехмет Акиф Алакурт: документальный портрет национального поэта (2016).